# Asylosaurus
Asylosaurus is een geslacht van dinosauriërs behorend tot de groep van de Sauropodomorpha, dat tijdens het Late Trias leefde in het gebied van het huidige Engeland. De typesoort is Asylosaurus yalensis.

## Vondst en naamgeving
In 1836 en 1842 werd door Henry Riley en Samuel Stutchbury voornamelijk fragmentarisch fossiel materiaal dat gevonden was bij een steengroeve, de Quarry Steps Quarry, in de buurt van Clifton gebruikt voor de beschrijving van de soort Thecodontosaurus antiquus. In 2007 kwam Peter Galton tot de conclusie dat niet al het materiaal tot dezelfde soort behoorde. Hij vernieuwde daarom de beschrijving van Thecodontosaurus en benoemde voor het afwijkende materiaal een nieuwe soort: Asylosaurus yalensis.
De geslachtsnaam is afgeleid van het Klassiek Griekse asylos, "veilig", en verwijst naar het feit dat het merendeel van de vondsten bij Clifton gedaan door een bombardement in 1940 vernietigd werd, maar dat juist de botten van Asylosaurus dit lot bespaard bleef doordat ze in de 19e eeuw door de Amerikaanse paleontoloog Othniel Charles Marsh naar de Verenigde Staten waren meegenomen. De soortaanduiding verwijst naar de plek waar ze bewaard worden: Yale University.
Het holotype, YPM 2195, bestaat uit een in gedeeltelijke articulatie gevonden skelet met ruggenwervels, ribben, buikribben, het bekken, beide dijbeenderen en de linkerarm en -hand. Ander gelijkend fragmentarisch materiaal is aan Asylosaurus toegeschreven. Asylosaurus stamt uit het Rhaetien (ongeveer tweehonderd miljoen jaar geleden).

## Beschrijving
Asylosaurus is ongeveer twee meter lang. Gregory S. Paul schatte in 2010 het gewicht op vijfentwintig kilogram. Asylosaurus had de algemene bouw van een "prosauropode" en een herbivore of omnivore levenswijze.
Galton stelde dat Asylosaurus zich van Pantydraco onderscheidde door een opperarmbeen waarvan de deltopectorale kam de top heeft op 40% van de schachtlengte van boven gemeten. De bovenste binnenhoek van het opperarmbeen is klein.

## Fylogenie
Asylosaurus werd basaal in de Sauropodomorpha geplaatst.